# الیاس زیانی
الیاس زیانی (انگلیسی: Ilyes Ziani؛ زادهٔ ۲۰ ژوئن ۲۰۰۳) بازیکن فوتبال متولد بلژیک است.
از باشگاه‌هایی که در آن بازی کرده‌است می‌توان به باشگاه فوتبال استاندارد لیژ و باشگاه فوتبال یونیون سن ژیلواز اشاره کرد.
وی همچنین در تیم ملی فوتبال زیر ۲۰ سال مراکش بازی کرده‌است.